# Sławomir Zawiślak
Sławomir Zawiślak (ur. 9 czerwca 1963 w Krasnobrodzie) – polski polityk, działacz społeczny i urzędnik, poseł na Sejm V, VI, VII, VIII, IX i X kadencji.

## Życiorys
Absolwent historii na Katolickim Uniwersytecie Lubelskim (w 2004 uzyskał tytuł zawodowy magistra). W 2016 ukończył studia typu Executive MBA w Wyższej Szkole Menedżerskiej w Warszawie. Od 1991 do 1998 prowadził własną firmę transportową. Pracował jako urzędnik administracji miejskiej i wojewódzkiej, był m.in. dyrektorem pływalni w Zamościu. W 1998 wstąpił do Światowego Związku Żołnierzy Armii Krajowej; objął funkcję prezesa okręgu Zamość, a także wchodził w skład prezydium zarządu głównego związku. Został także prezesem Stowarzyszenia Rozwoju Lokalnego Zamojszczyzna oraz członkiem rady fundacji Centrum Wysiedlonych na Zamojszczyźnie.
Należał do Zjednoczenia Chrześcijańsko-Narodowego, następnie w 2002 przystąpił do Prawa i Sprawiedliwości; został m.in. przewodniczącym partii w okręgu chełmskim. W 2002 kandydował do rady powiatu zamojskiego.
W 2005 z listy PiS został wybrany na posła V kadencji w okręgu chełmskim. W wyborach parlamentarnych w 2007 po raz drugi uzyskał mandat poselski, otrzymując 16 064 głosy. W 2009 bez powodzenia kandydował do Parlamentu Europejskiego. W 2010 startował w wyborach na stanowisko prezydenta Zamościa, przegrał w I turze z Marcinem Zamoyskim. W wyborach do Sejmu w 2011 z powodzeniem ubiegał się o reelekcję, dostał 24 478 głosów. W 2014 ponownie bezskutecznie kandydował do PE, zaś w 2015 został ponownie wybrany do Sejmu, otrzymując 25 236 głosów. W wyborach do Parlamentu Europejskiego w 2019 bezskutecznie ubiegał się o mandat posła do PE w okręgu obejmującym województwo lubelskie.
W wyborach w tym samym roku utrzymał natomiast mandat posła na Sejm na kolejną kadencję (poparło go wówczas 24 346 osób). We wrześniu 2020 został przez prezesa PiS Jarosława Kaczyńskiego zawieszony w prawach członka partii za złamanie dyscypliny klubowej poprzez brak udziału w głosowaniu dotyczącym nowelizacji ustawy o ochronie zwierząt. W tym samym miesiącu przestał pełnić funkcję pełnomocnika terenowego partii w Zamościu. Zawieszenie w prawach członka partii wygasło w listopadzie tego samego roku. W 2023 został po raz kolejny wybrany do Sejmu, zdobywając 10 936 głosów. W 2024 ponownie bez powodzenia ubiegał się o prezydenturę Zamościa (z ramienia własnego komitetu). W czerwcu 2025 przeszedł z PiS do Konfederacji Korony Polskiej, współtworząc koło poselskie tej partii.

## Odznaczenia
W 2010 otrzymał Medal „Pro Memoria”. W 2018 został odznaczony Medalem „Pro Bono Poloniae”. Uhonorowany Brązowym (2018) i Srebrnym (2022) Medalem „Za zasługi dla obronności kraju”. W 2020 prezydent Andrzej Duda odznaczył go Medalem Stulecia Odzyskanej Niepodległości. Otrzymał też Medal 100-lecia Odzyskania Niepodległości oraz nagrodę Świadek Historii.